# 朝鮮労働党中央軍事委員会
朝鮮労働党中央軍事委員会（ちょうせんろうどうとうちゅうおうぐんじいいんかい、朝鮮語: 조선로동당 중앙군사위원회）は、朝鮮民主主義人民共和国（以下、北朝鮮）の指導政党である朝鮮労働党の最高軍事機関である。
本委員会は朝鮮労働党規約第27条に規定されており、同国の軍事組織である朝鮮人民軍及び同国全ての武力組織を掌握している。中央軍事委員会委員長は、同党総書記で同国国務委員長の金正恩。

## 職責
朝鮮労働党規約第27条に「中央軍事委員会は、同国の軍事政策についての討論決定，朝鮮人民軍の領導、軍需産業の開発，軍事力の統率を行う。」と規定されている。しかし、金正日政権下では同国の国家機関である国防委員会によって重要な軍事政策が決定されるようになったため、存在感が低下していた。一方後継の金正恩政権下では対照的に権限を拡大し、朝鮮労働党の中核的な組織となっている。

## 沿革
- 1980年‐金正日が朝鮮労働党第六回党大会で中央軍事委員会委員に選出される。
- 1991年‐金正日が朝鮮人民軍最高司令官に就任。
- 2009年
  - 2月11日‐金正日が朝鮮人民軍総参謀長で中央軍事委員会委員の金永春を人民武力部長に任命する。
  - 2月20日‐金正日が中央軍事委員会委員の呉克烈を国防委員会副委員長に任命する[3]。
- 2010年
  - 4月‐朝鮮労働党組織指導部第一副部長で中央軍事委員会委員の金勇哲が逝去する[4]。
  - 5月‐国防委員会委員で人民武力部第一副部長の金鎰喆が更迭される。朝鮮労働党中央委員会委員職の処遇は不明である[5]。
- 2016年
  - 5月‐朝鮮労働党第7次大会で新たなメンバーを選出。副委員長のポストが廃止された[6][7]。
- 2020年
  - 5月‐朝鮮労働党中央軍事委員会第7期第4回拡大会議で李炳鉄が副委員長に選出され、副委員長のポストが復活した[8]。

## 第7期委員構成
※2016年6月29日（第13期最高人民会議第4回会議終了）時点
※2017年10月7日（朝鮮労働党第7次大会第2回総会終了）時点で変更された人物も追加して記載する
※2019年4月10日(朝鮮労働党第7次大会第4回総会終了) 時点で変更された人物も追加して記載する
- 委員長
  - 金正恩 - 朝鮮労働党委員長、朝鮮労働党中央委員会政治局常務委員、朝鮮民主主義人民共和国国務委員長、第三代朝鮮人民軍最高司令官、共和国元帥、朝鮮民主主義人民共和国第三代最高指導者
- 委員
  - 黄炳瑞 - 朝鮮労働党中央委員会政治局常務委員、朝鮮民主主義人民共和国国務委員会副委員長、朝鮮人民軍総政治局長、朝鮮人民軍次帥
  - 朴奉珠 - 朝鮮労働党中央委員会政治局常務委員、朝鮮民主主義人民共和国国務委員会副委員長、朝鮮民主主義人民共和国内閣総理
  - 朴永植 - 朝鮮労働党中央委員会政治局委員、朝鮮民主主義人民共和国国務委員会委員、人民武力部長、朝鮮人民軍大将
  - 李明秀 - 朝鮮労働党中央委員会政治局委員、朝鮮人民軍総参謀長、朝鮮人民軍次帥
  - 金英哲 - 朝鮮労働党中央委員会政治局委員、朝鮮労働党中央委員会副委員長、同党中央委員会統一戦線部長、朝鮮民主主義人民共和国国務委員会委員
  - 李萬建 - 朝鮮労働党中央委員会政治局委員、朝鮮労働党中央委員会軍需工業部長、朝鮮民主主義人民共和国国務委員会委員
  - 金元弘 - 朝鮮労働党中央委員会政治局委員、朝鮮民主主義人民共和国国務委員会委員、国家安全保衛部長、朝鮮人民軍大将
  - 崔富日 - 朝鮮労働党中央委員会政治局委員、朝鮮民主主義人民共和国国務委員会委員、人民保安部長、朝鮮人民軍大将
  - 金慶玉 - 朝鮮労働党中央委員会組織指導部第一副部長、朝鮮人民軍大将
  - 李永吉 - 朝鮮労働党中央委員会政治局委員候補、朝鮮人民軍上将(のち大将に昇進）
  - 徐洪燦 - 人民武力部第一副部長、朝鮮人民軍後方総局長、朝鮮人民軍上将

以下は朝鮮労働党第7次大会第2回総会で補選された人物
- 委員
  - 崔龍海 - 朝鮮労働党中央委員会政治局常務委員、朝鮮労働党中央委員会副委員長、朝鮮労働党中央委員会組織指導部長、朝鮮民主主義人民共和国国務委員会副委員長
  - 李炳鉄 - 朝鮮労働党中央委員会政治局委員、朝鮮労働党中央委員会軍需工業部部長
  - 鄭敬沢 -  朝鮮労働党中央委員会政治局委員候補、国家保衛相
  - 張吉成 - 朝鮮労働党中央委員会中央委員候補、朝鮮人民軍偵察総局長、朝鮮人民軍上将

以下は朝鮮労働党第7次大会第4回総会で選出された委員
- 委員
  - 金才龍 - 内閣総理、朝鮮民主主義人民共和国国務委員会委員
  - 李万建 - 朝鮮労働党中央委員会政治局委員、朝鮮労働党中央委員会組織指導部長
  - 太宗秀 - 朝鮮労働党中央委員会政治局委員、朝鮮労働党中央委員会軍需工業部長
  - キム・チョグク - 朝鮮労働党中央委員会委員、朝鮮労働党中央委員会組織指導第1副部長

以下は朝鮮労働党中央軍事委員会第7期第4回拡大会議で選出された副委員長
- 中央軍事委員会副委員長（党序列第3位であった黄炳瑞が解任されて以降は「副委員長」ポストは廃止されていた[12]。）
  - 李炳鉄 - 朝鮮労働党中央委員会政治局常務委員、朝鮮労働党中央委員会副委員長、朝鮮民主主義人民共和国国務委員会委員、朝鮮労働党中央委員会軍需工業部部長、朝鮮人民軍元帥

## 第8期委員構成
- 委員長
  - 金正恩 - 朝鮮労働党中央委員会総書記、朝鮮労働党中央委員会政治局常務委員、朝鮮民主主義人民共和国国務委員長、第三代朝鮮人民軍最高司令官、共和国元帥、朝鮮民主主義人民共和国第三代最高指導者
- 副委員長
  - 李炳鉄 - 朝鮮労働党中央委員会政治局常務委員、朝鮮労働党中央委員会書記局書記、朝鮮民主主義人民共和国国務委員会委員、人民軍元帥
  - 朴正天- 朝鮮労働党中央委員会政治局常務委員会委員、朝鮮労働党中央委員会書記、朝鮮民主主義人民共和国国務委員会委員、人民軍元帥
- 委員
  - 趙甬元 - 朝鮮労働党中央委員会政治局常務委員、朝鮮労働党中央委員会書記局書記
  - 呉日晶 - 朝鮮労働党中央委員会政治局委員、朝鮮労働党中央委員会書記局書記、朝鮮労働党中央委員会軍政指導部長、人民軍上将
  - 金兆国 - 朝鮮労働党組織指導部第1副部長
  - 強純男 - 朝鮮労働党中央委員会軍需工業部長、人民軍中将
  - 呉秀容 - 朝鮮労働党中央委員会政治局委員、第二経済委員会委員長
  - 鄭京擇- 朝鮮労働党中央委員会政治局委員、人民軍大将
  - 李永吉 - 朝鮮労働党中央委員会政治局委員、国防相、人民軍次帥